# Sofidel
Sofidel è una società privata a capitale italiano, produttrice di carta per uso igienico e domestico. Il Gruppo, di proprietà delle famiglie Stefani e Lazzareschi è in attività dal 1966, anno di costituzione della cartiera Stefani & Lazzareschi. È titolare di più di 15 marchi, tra cui Regina, Softis, Le Trèfle e Sopalin.

## Storia
Nel 1966 Emi Stefani e Giuseppe Lazzareschi aprono la prima cartiera, Stefani & Lazzareschi, a Pracando (Villa Basilica), zona con una lunga storia nella produzione della carta.
Nel 1969 nasce la seconda cartiera, Fine Paper, a Porcari in provincia di Lucca, area particolarmente ricca di acqua, risorsa fondamentale per il processo produttivo. Le attività della cartiera si espandono anche verso gli impianti di trasformazione. Nel 1972 viene costituita Soffass e nel 1979 Delicarta. Nel 1987 viene lanciato da Soffass il marchio Regina.
Nel 1988 l'azienda cambia la sua denominazione in Sofidel, acronimo dei nomi Soffass, Fine Paper e Delicarta. Nel 1994 inizia la costruzione di Delipapier s.a.s a Nancy. Nel 1997 nasce Papernet a Porcari (Lucca), attiva sul mercato Horeca (Hotellerie-Restaurant-Café).
Attraverso costituzioni o acquisizioni di società il gruppo negli anni 2000 prosegue il processo di crescita e internazionalizzazione: in Polonia con Delitissue (2000), in Italia con Fibrocellulosa (2000), Cartiera di Monfalcone (2002) e Imbalpaper (2003), in Gran Bretagna con Intertissue (2003), in Germania con Delipapier GmbH e Delisoft (2003), in Spagna con Ibertissue (2003), in Turchia con Sofidel Kagit (2004), in Francia con lo stabilimento di Buxeuil nel dipartimento della Vienne (2006), in Germania con le società del Gruppo Werra (2007), in Grecia con Papyros a Katerini (Salonicco) (2009). Vengono anche acquisiti il marchio tedesco Softis (2008) e i marchi francesi Le Trèfle e Sopalin (2009). In questo periodo, inoltre, Sofidel diventa partner del programma internazionale del WWF Climate Savers (2008).
Nel 2010 nasce, in Croazia, Sofidel Papir e vengono acquisite, in Romania, Comceh S.A e, in Gran Bretagna, LPC Group (rinominata Sofidel UK), con sede a Leicester e fabbriche in Regno Unito, Svezia, Belgio e Francia. Sofidel diventa così il secondo produttore europeo del settore. Nello stesso anno aderisce alla Fondazione Sodalitas e al Patto mondiale delle Nazioni Unite, aderendo a progetti di sostenibilità ambientale.
Nel 2012 Sofidel si espande nel mercato statunitense acquisendo Cellynne (rinominata Sofidel America) e supera la capacità produttiva di 1.000.000 di tonnellate, attivando un impianto in Florida, uno nel Wisconsin e un altro in Nevada.
Nel dicembre 2012 viene avviata la collaborazione con la Fondazione Telethon e nel marzo 2013 con Cospe per un progetto sociale e ambientale in Senegal.
Nell'aprile 2013 Sofidel acquisisce altri marchi: Thirst Pocket, Kitten Soft, Inversoft e Nouvelle Soft (GB e ROI) e lo stabilimento di Horwich, in Gran Bretagna.
Nel 2014 viene aperto un nuovo impianto di trasformazione in Oklahoma (Tulsa) e potenziato quello in Nevada. Nel 2015 Sofidel acquisisce la società Green Bay Converting Inc., un impianto di trasformazione in Wisconsin (Green Bay) e un fabbricato in Mississippi (Hattiesburg). Contemporaneamente il Gruppo attiva un nuovo investimento da zero in Ohio (Circleville) e vengono aperti nuovi uffici in Pennsylvania (Philadelphia).
Nel 2017 Sofidel è presente in 7 Stati degli USA, dove ha una capacità produttiva di 200.000 tonnellate.
Nel 2021 l’Assemblea dei soci, ha nominato il nuovo CdA in cui entrano per la prima volta consiglieri esterni alle famiglie Stefani e Lazzareschi: Chiara Mio, Silvio Bianchi Martini, Andrea Munari e Alessandro Solidoro.
Nel marzo 2021 Edilio Stefani succede al padre, Emi Stefani, come Presidente di Sofidel.
A fine marzo 2023 il Gruppo annuncia l’acquisizione del marchio Hakle e di altri marchi, mentre in autunno continua la sua espansione in America investendo 185 milioni di dollari nel proprio stabilimento integrato di Circleville, in Ohio.

## Produzione
Il Gruppo Sofidel realizza, al proprio interno, un ciclo integrato che va dalla produzione di bobine di carta tissue alla relativa trasformazione in prodotti finiti, alimentando quattro linee business: Consumer Brand, Private Label (marchio del distributore), Away-fromHome (AFH), Parent Reels (prodotti semilavorati: bobine per le aziende cartotecniche). Regina è il marchio più noto, presente nella maggior parte dei mercati di riferimento. Altri brand sono Softis, Duck & Durstig, Servus, Le Trèfle, Sopalin, KittenSoft, Nalys, Cosynel, Lycke, Nicky e Papernet.